# Anseba
Anseba (ዓንሰባ) est l'une des six régions administratives de l'Érythrée. Elle s'étend sur 23 200 km2 et abrite une population de 484 200 habitants en 2001. Sa capitale est Keren.

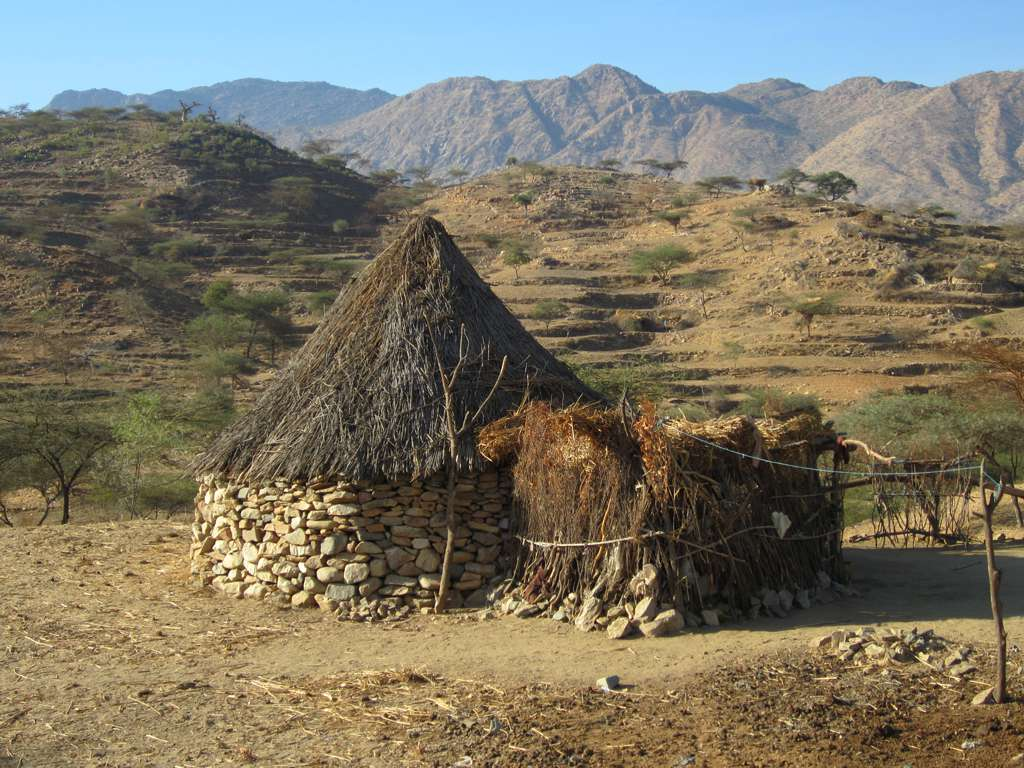
Une maison typique avec une chaîne de montagnes en arrière-plan